# Collybia cirrhata
Collybia cirrhata — вид грибів з роду Колібія родини Трихоломові.